# Mirti
Mirti – stacja na linii C metra rzymskiego. 
Znajduje się na Piazza dei Mirti, na skrzyżowaniu Via dei Platani i Via dei Castani, w dzielnicy Prenestino-Centocelle i ma cztery wejścia.

## Historia
Budowa rozpoczęła się w lipcu 2007 i zakończyła się w grudniu 2014. Testy stacji rozpoczęły się 30 kwietnia 2015, a  stacja została udostępniona publicznie w dniu 29 czerwca 2015 wraz z innymi stacjami odcinka Mirti-Lodi.